# 360 (číslo)
Tři sta šedesát je přirozené číslo, které následuje po čísle tři sta padesát devět a předchází číslu tři sta šedesát jedna. Římskými číslicemi se zapisuje CCCLX a řeckými číslicemi τξ.

## Matematika
360 je:
- Abundantní číslo
- Nešťastné číslo
- Číslo dělitelné počtem svých dělitelů (24)
- Nejmenší číslo dělitelné všemi přirozenými čísly od 1 do 10 kromě 7
- Velikost plného úhlu je 360°

## Astronomie
- (360) Carlova je planetka hlavního pásu, kterou objevil v roce 1893 Auguste Charlois

## Doprava
- Silnice II/360 je česká silnice II. třídy vedoucí na trase Jaroměřice nad Rokytnou – Třebíč – Velké Meziříčí – Křižanov – Bobrová – Nové Město na Moravě – Jimramov – Polička – Litomyšl – Ústí nad Orlicí – Dolní Dobrouč – Letohrad – Šedivec[1][2][3][4][5][6][7][8]

## Roky
- 360
- 360 př. n. l.